# Marechal de campo
Marechal de campo (pré-AO 1990: marechal-de-campo) é a designação de uma patente militar que pode ter significados diferentes, conforme o país.

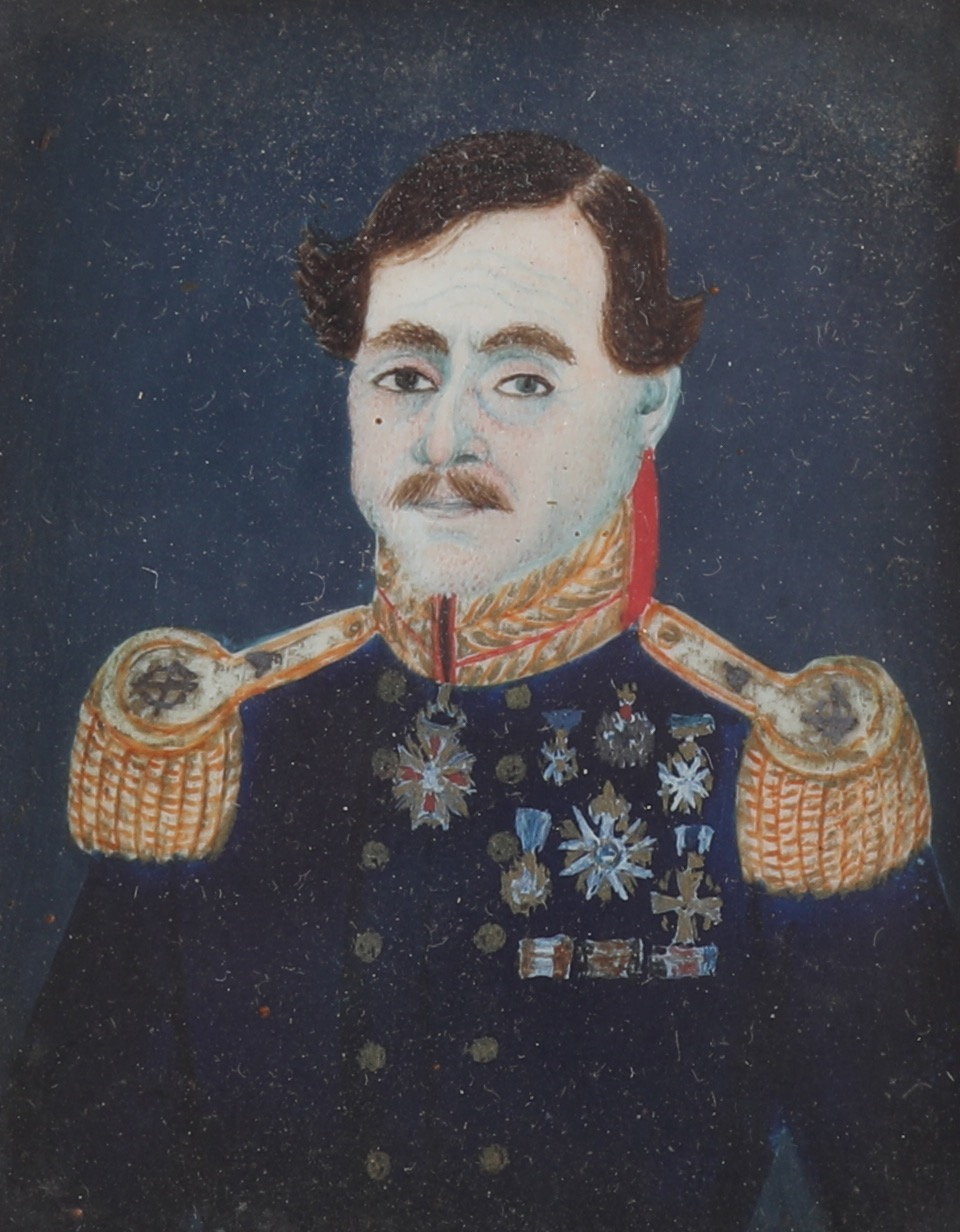
Retrato do marechal-de-campo português Luís Inácio de Gouveia (1786–1856), século XIX

Em França, Espanha, Portugal e, posteriormente, no Brasil e em outros países da América Latina, o termo "marechal de campo" (francês: "maréchal de camp" e castelhano: "mariscal de campo") designava o primeiro posto permanente de oficial general, correspondendo à atual patente código OF-7 (general de duas estrelas) da OTAN. Nestes países, existia também o posto de marechal (propriamente dito), o qual — ao contrário do posto de marechal de campo — correspondia à mais alta patente de oficial general.
No entanto, também são frequentemente traduzidas como "marechal de campo", as designações "field marshal" (inglês) e "Feldmarschall" (alemão) que correspondem às mais altas patentes militares no Reino Unido, Áustria e Alemanha. Apesar da tradução literal, na realidade estas patentes não correspondem ao posto de marechal de campo dos países de línguas românicas, mas sim ao posto de marechal.

## Marechal de campo em vários países

### Alemanha
Até ao final da Segunda Guerra Mundial, a patente de Generalfeldmarschall (marechal de campo general) ou simplesmente Feldmarschall (marechal de campo) era o mais alto posto hierárquico do Exército Alemão. Era função exclusiva dessa patente o comando do Exército, o comando-chefe de área e o comando de grupo de exércitos. Muitos oficiais de destaque na Segunda Guerra obtiveram esse título, nomeadamente Rommel, von Rundstedt, von Manstein, von Leeb, Kesselring, Model, Kluge, entre outros.
Para evitar a rendição do 6.º Exército em Stalingrado, Hitler promoveu Friedrich Paulus a Generalfeldmarschall. Até aquele momento, nenhum Generalfeldmarschall jamais havia sido capturado vivo ou se entregado, porém, Paulus acabou se rendendo em 4 de fevereiro de 1943, causando grande ódio no ditador. Indignado, Hitler jurou em sua ira jamais promover outro general a Feldmarschall durante a guerra.
Em 1940, com o grande sucesso da Luftwaffe nas campanhas no oeste europeu, Hitler promoveu Hermann Goering a Reichsmarschall (marechal do Império) com dignidade de Estado, no modelo dos marechais de Napoleão.

### França
No Exército Francês do Antigo Regime, a patente normal dos comandantes de brigada era designada "marechal de campo". Este sistema foi seguido por diversos outros países, entre os quais Portugal e Espanha. Nestes países, o posto de marechal de campo era verdadeiramente o primeiro de oficial general, já que o posto de brigadeiro - imediatamente inferior - era considerado apenas um posto intermediário. Em 1793, na sequência da Revolução Francesa, a patente de marechal de campo do Exército Francês foi substituída pela de general de brigada.

### Portugal e Brasil
No Exército Português, o posto de marechal de campo foi criado em 1762, substituindo o de sargento-mor de batalha. Depois da independência do Brasil, o posto foi mantido no novo Exército Brasileiro. O posto de marechal de campo situava-se, hierarquicamente, entre o de brigadeiro e o de tenente-general.
De observar que, na hierarquia militar portuguesa, também existiam os postos de marechal-general e de marechal do Exército, as duas mais altas patentes militares do Exército, portanto distintos e hierarquicamente superiores ao posto de marechal de campo.
Em Portugal, a patente foi substituída em 1862 pela de major-general que, em 1864, passou a denominar-se general de brigada. Corresponde à patente atual de major-general, cuja designação foi readoptada em 1999.
No Brasil, a patente de marechal de campo foi substituída pela de general de brigada, depois da proclamação da república. O posto de marechal foi mantido, sendo atualmente reservado para tempos de guerra aos oficiais generais comandantes de corpos de exército.